# Aston Martin V12 Speedster
L'Aston Martin V12 Speedster est une barquette sportive produite par le constructeur automobile britannique Aston Martin à partir de 2020 à 88 exemplaires.

## Présentation
En janvier 2020, Aston Martin annonce l'arrivée de sa V12 Speedster, concurrente des McLaren Elva et Ferrari Monza SP2. Produite à seulement 88 exemplaires, elle est un hommage à l'Aston Martin DBR1 qui a remporté les 24 Heures du Mans 1959 et elle s'inspire du concept-car Aston Martin CC100 Speedster présenté à l'occasion du centenaire du constructeur en 2013.

## Caractéristiques techniques

### Motorisation
L'Aston Martin V12 Speedster hérite du V12 5.2 litres de l'Aston Martin DBS Superleggera d'une puissance de 700 ch et 700 N m de couple, accouplé à la transmission automatique à huit rapports ZF.
|                        | V12 Speedster                  |
| ---------------------- | ------------------------------ |
| Moteur                 | V12                            |
| Admission              | Bi-turbo                       |
| Cylindrée              | 5 204 cm3                      |
| Puissance maximale     | 700 ch (514 kW)                |
| au régime de           | 6 500 tr/min                   |
| Couple maximal         | 753 N m                        |
| au régime de           | 1 800 à 5 000 tr/min           |
| Boîte de vitesses      | Automatique ZF à 8 rapports    |
| Transmission           | Aux roues arrière (propulsion) |
| Vitesse maximale       | 300 km/h                       |
| 0-100 km/h             | 3,5 s                          |
| Consommation           | L/100 km                       |
| Émissions de CO2       | g/km                           |
| Masse à vide           | kg                             |
| Capacité du réservoir  | L                              |
| Norme environnementale | Euro 6                         |

## Concept-car
L'Aston Martin V12 Speedster est préfigurée par le concept-car CC100 Speedster présenté aux 24 Heures du Nürburgring en mai 2013 pour célébrer les 100 ans d'Aston Martin, puis exposé au Salon de l'automobile de Francfort en septembre 2013.
L'Aston Martin CC100 Speedster a été produite à 2 exemplaires vendu à des clients, dont l'un des modèles est destiné à être homologué pour la route.